# Thringstone

Unparished area i North West Leicestershire

Thringstone är en ort och en unparished area i distriktet North West Leicestershire i grevskapet Leicestershire i England. Orten är belägen 20 km från Leicester. Thringstone hade 2 844 invånare år 2020. Thringstone var en civil parish 1866–1936 när det uppgick i Belton, Coalville, Coleorton, Osgathorpe, Swannington och Worthington. Civil parish hade 1 566 invånare år 1931. Byn nämndes i Domedagsboken (Domesday Book) år 1086, och kallades då Trangesbi.